# Viktor Flessl
Viktor Flessl (ur. 6 listopada 1898 w Braunau am Inn, zm. 18 grudnia 1943 w Brezie) – austriacki wioślarz. Brązowy medalista olimpijski z Amsterdamu.
Wystąpił na igrzyskach olimpijskich w Amsterdamie w 1928, gdzie zdobył brązowy medal w dwójce podwójnej. Wspólnie z nim płynął Leo Losert. Była to jedyna konkurencja, w której wystartował.
W tej samej konkurencji dwukrotnie wygrywał mistrzostwa Niemiec (1926, 1927) i dwukrotnie był wicemistrzem (1925, 1928). Reprezentował austriacki klub RV Wiking Linz. Wszystkie medale zdobył wraz z Leo Losertem.
Flessl zginął na froncie podczas II wojny światowej (na terenie dzisiejszej Bośni i Hercegowiny). Służył w Schutzstaffel (SS) w stopniu obersturmführera, odznaczony Orderem Krwi.